# Arnold Mercator

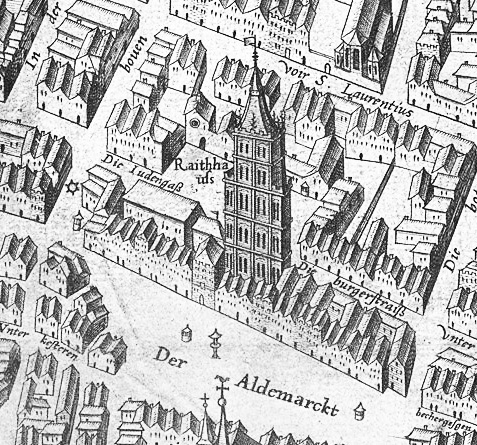
Stadsplan Keulen van Mercator; detail stadhuis

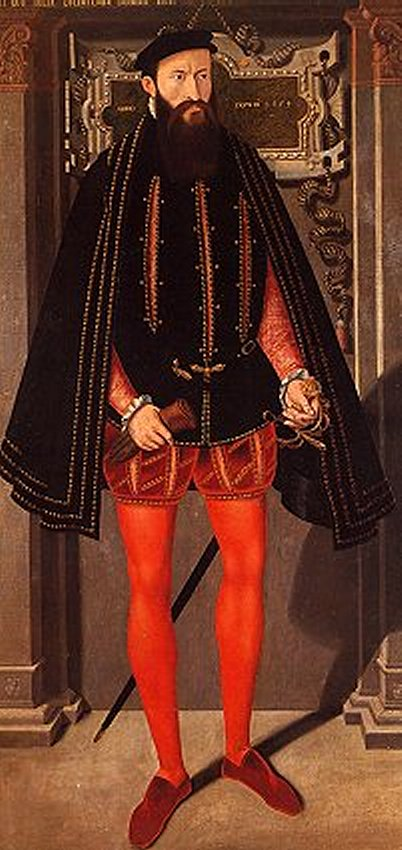
Mecenas: de lutheraanse hertog Willem V van Kleef

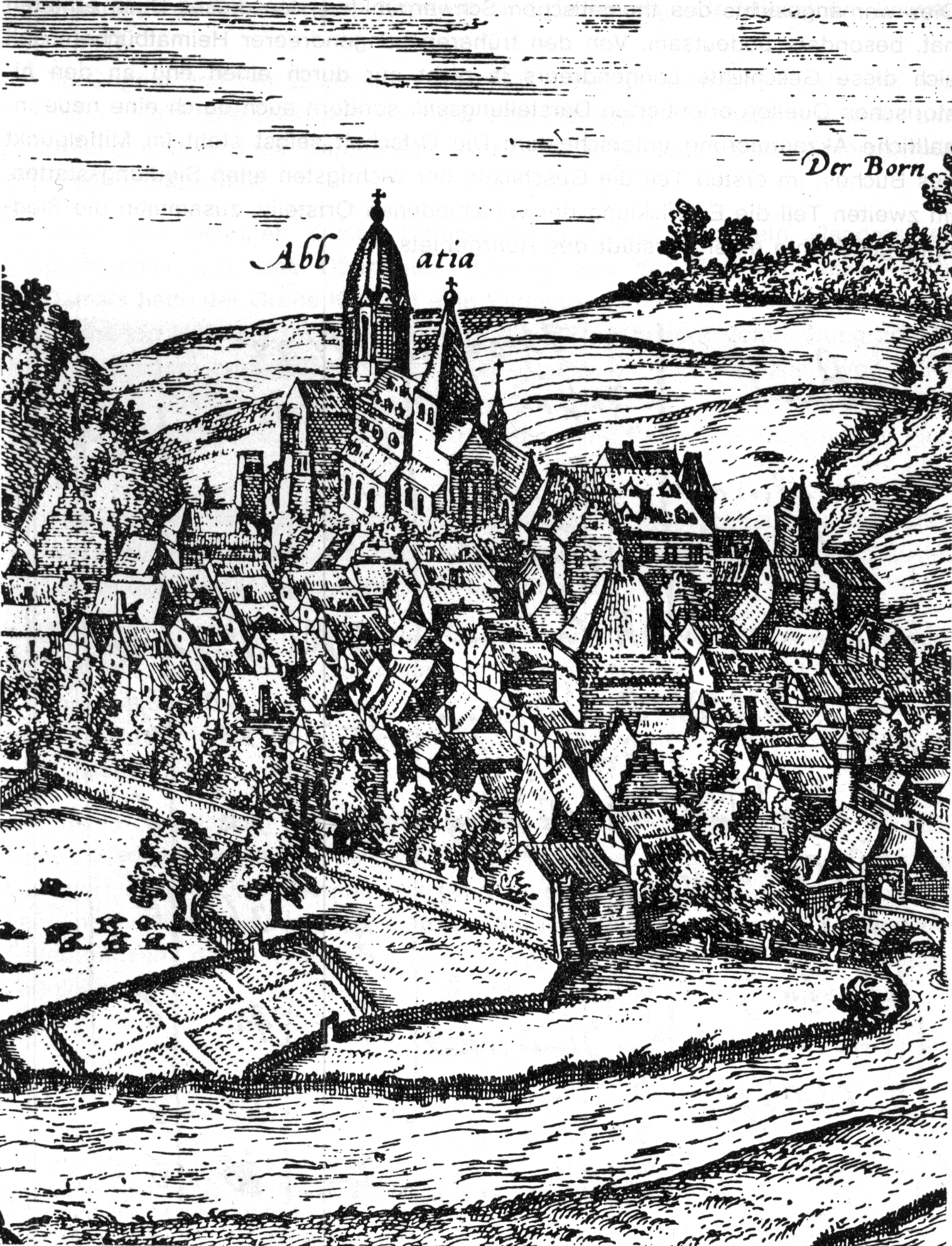
Mercator deed literair onderzoek in de abdij van Werden; tekening is niet van Mercator

Arnold of Arnoldus Mercator (Leuven, 31 augustus 1537 – Duisburg, 6 juli 1587) was een Zuid-Nederlandse cartograaf, wiskundige en klassieke filoloog. Hij was de oudste zoon van de bekende vader Gerard Mercator. Zijn jongere broer was Rumold Mercator.

## Leuven
Arnold is het oudste kind van Gerard Mercator en Barbara Schellekens, gehuwd in 1536. Arnold groeide op in Leuven en maakte als 7-jarige jongen de arrestatie mee van zijn vader, die toen hoogleraar in Leuven was. Vader Gerard werd verdacht van lutheranisme. Zijn vader kwam na enkele maanden vrij. De familie verbleef nog enkele jaren, verarmd, in Leuven tot het jaar 1552.

## Duisburg
In 1552 verhuisde de familie Mercator naar de rijksstad Duisburg. De hertog van Kleef, de lutheraan Willem V, stond gastvrij voor humanistische geleerden. Zo bood de hertog aan vader Mercator alle kansen, maar ook aan de zonen Arnold en Rumold(us) volop kansen tot opleiding en bekwaming in de cartografie. Mogelijks was Gerard Mercator aangetrokken door het voornemen van de hertog om een universiteit te stichten in Duisburg. Arnold leerde van zijn vader het vak van de cartografie en de wiskunde. Zo publiceerde Arnold een gedetailleerd stadsplan van Keulen, uniek in zijn soort (1570). Elk huis, elke stadspoort, boom en brug had Arnold getekend. Het ging hem niet alleen om de gedetailleerde illustraties; dankzij Arnolds wiskundige berekeningen was dit stadsplan accuraat. Hij maakte, weliswaar minder uitgebreid, stadsplannen van Windeck, Homberg en Trier.
Daarnaast legde Arnold zich toe op de klassieke filologie. In de abdij van Werden onderzocht hij manuscripten geschreven in Visigotisch en Latijn, die teruggingen tot de tijd van de Visigoot Alaric. Arnolds zoon Michaël berichtte later over de notities die Arnold opstelde tijdens het literair opzoekingswerk aldaar.
Arnold stierf in zijn woning in Duisburg in 1587. Zijn drie zonen Johannes, Gerard en Michael deden het cartografisch werk van Arnold verder. Arnolds vader Gerard Mercator leefde nog in 1587, bij diens overlijden.
- Bibliothèque nationale de France: cb15389768r (data)
- Biografisch Portaal: 19730133
- Gemeinsame Normdatei: 127519556
- International Standard Name Identifier: 0000 0003 6723 981X
- Virtual International Authority File: 231020669
- WorldCat: E39PBJxmHRXkFBHj7vDcFGMMfq